# Systofte Sogn
Systofte Sogn 
ist eine Kirchspielsgemeinde (dän.: Sogn)
auf der Insel Falster im südlichen Dänemark.
Bis 1970 gehörte sie zur Harde Falsters Sønder Herred im damaligen Maribo Amt, danach zur Nykøbing Falster Kommune im Storstrøms Amt, die im Zuge der  Kommunalreform zum 1. Januar 2007 in der Guldborgsund Kommune in der Region Sjælland aufgegangen ist.
Im Kirchspiel leben 727 Einwohner, davon 342 im Kirchdorf (Stand: 1. Januar 2023).
Im Kirchspiel liegt die Kirche „Systofte Kirke“.
Nachbargemeinden sind im Norden Tingsted Sogn, im Osten Nørre Ørslev Sogn, im Südosten Idestrup Sogn und im Südwesten Nykøbing Falster Sogn.